# Estação de Carreira
Carreira é uma estação do Metro do Porto situada na freguesia de Rio Tinto, no concelho de Gondomar. É a quinta estação de metropolitano no território gondomarense.